# Суринам на Светском првенству у атлетици на отвореном 2019.
Суринам је учествовао на Светском првенству у атлетици на отвореном 2019. одржаном у Лондону од 4. до 13. августа четрнаести пут. Репрезентацију Суринама представљао је један атлетичар који се такмичио у трци на 200 метара.,
На овом првенству такмичар Суринам није освојио ниједну медаљу, нити је постигао неки резултат.

## Учесници
- Miguel van Assen — 200 м

## Резултати

### Мушкарци
| Атлетичар   | Дисциплина | Лични рекорд | Квалификације   | Квалификације   | Полуфинале           | Полуфинале           | Финале               | Финале               | Детаљи |
| Атлетичар   | Дисциплина | Лични рекорд | Резултат        | Место           | Резултат             | Место                | Резултат             | Место                | Детаљи |
| ----------- | ---------- | ------------ | --------------- | --------------- | -------------------- | -------------------- | -------------------- | -------------------- | ------ |
| Џефри Ванан | 200 м      | 21,12        | Дисквалификован | Дисквалификован | Није се квалификовао | Није се квалификовао | Није се квалификовао | Није се квалификовао |        |